# Lokoja

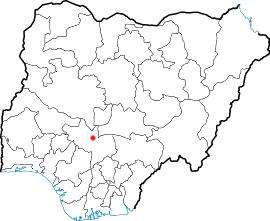
Localisation

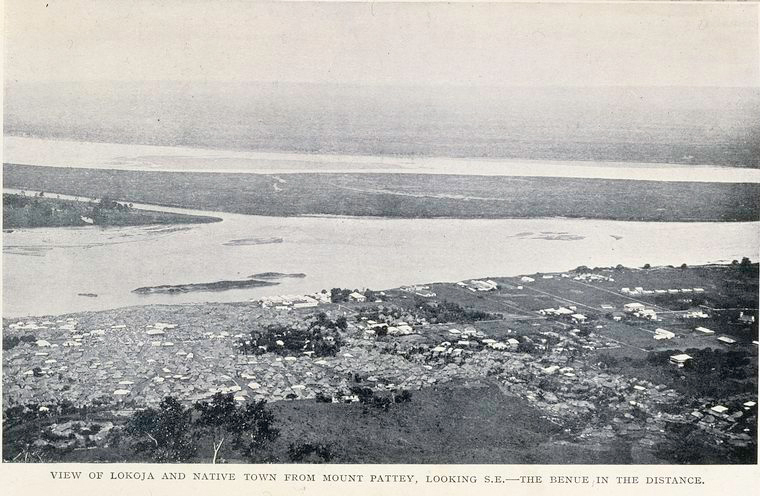
Vue de Lokoja depuis le mont Pattey (le Niger et, au second plan, la Bénoué)

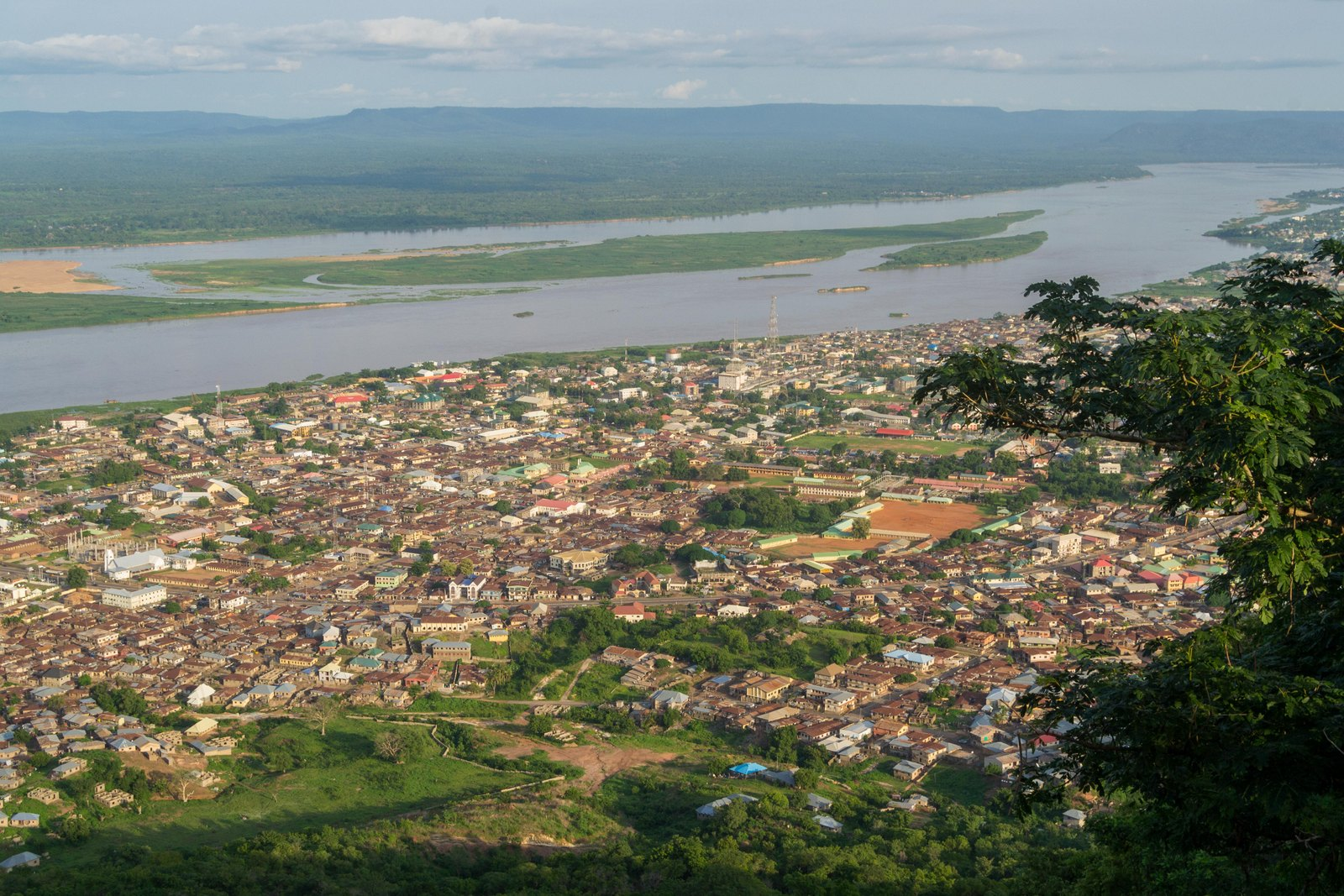
Autre vue sur la ville

Lokoja est une ville et un port fluvial du centre du Nigeria. La ville est implantée à la confluence du fleuve Niger avec la Bénoué, son principal affluent.
Lokoja est la capitale de l'État de Kogi.;
C'est un royaume traditionnel, dirigé par le Maigari (chef) de Lokoja et ses 12 Hakimi (sous-chefs)

## Histoire
Le territoire qui est aujourd'hui celui de Lokoja a été habitée pendant des milliers d'années par des personnes de différents groupes ethniques, en raison de sa proximité avec les rives des fleuves Niger et Bénoué, qui font confluence en ce lieu.
En 1841, le site est cédé aux Anglais qui y fondent une ferme modèle : les Anglais sont surtout à l'époque désireux de limiter l'emprise coloniale française en Afrique de l'Ouest, mais une expédition anglaise au Niger échoue. Un établissement anglais plus important est fondé à Lokoja dans les années 1850 par l'explorateur britannique William Balfour Baikie. Au XXe siècle, le premier gouverneur général britannique, Sir Frederick Lugard, gouverne les deux protectorats nord et sud du Nigeria depuis Lokoja.
Lokoja fait partie de l'État de Kwara de 1967 à 1991, date à laquelle la ville devient la capitale de l'État nouvellement formé de Kogi. .

## Sports
La ville comporte notamment un club de football masculin, le Kogi United F.C., mais aussi une équipe féminine, le Confluence Queens F.C., où a commencé une joueuse comme Chioma Wogu par exemple. Ces deux équipes utilisent le stade de 25 000 places, le Confluence Stadium (le terme de Confluence renvoie à la confluence du Bénoué et du Niger).

## Inondations et changement global
De juin à octobre 2022, le Nigéria a connu sa saison des pluies la plus meurtrière de la décennie avec un lourd bilan humain et matériel, conséquence notamment du changement global. La ville de Lokoja, bordée par les eaux n'a pas été épargnée.